# 프라오르테스
프라오르테스(Phraortes)는 메디아의 국왕이다

## 생애
프라오르테스는 아버지 데이오케스가 사망하자 그 뒤를 이어 메디아의 왕위에 오른다. 왕위에 오른 프라오르테스는 페르시아인을 공격해 복속시킨 것을 시작으로 메디아 왕국을 확장시키던 중 신아시리아 제국과 충돌하게 된다.
재위 22년 프라오르테스는 아시리아와의 전쟁 도중 전사하고 왕위는 아들 키악사레스가 이어받는다.